# Normality
Normality (englisch, auf Deutsch etwa Normalität) ist ein humoristisches Science-Fiction-Adventure des britischen Herstellers Gremlin Interactive aus dem Jahr 1996.

## Handlung
Der Teenager Kent Knutson lebt in Neutropolis, einem von einem Diktator regierten, dystopischen Stadtstaat, in dem Individualität, Vergnügungen und das Zurschaustellen von Emotionen behördlich verboten sind. Knutson hatte vor Beginn der Spielhandlung wegen des Pfeifens eines fröhlichen Liedes eine Woche im Gefängnis gesessen, wo ihm von einem unbekannten Mithäftling Informationen über eine Widerstandsgruppe zugespielt worden waren. Nach Verbüßung der Haftstrafe erhält er zusätzlichen Hausarrest und die Auflage, ständig das staatliche Fernsehprogramm zu verfolgen. Er beschließt, die Widerstandsgruppe aufzuspüren und sich ihr anzuschließen, da er annimmt, dort Menschen ähnlicher Gesinnung vorzufinden. Gelingt ihm dies, erhält er den Auftrag, den Diktator von Neutropolis, Paul Nystalux, auszuschalten.

## Spielprinzip und Technik
Normality ist ein First-Person-Point-and-Click-Adventure, das heißt, die Darstellung des Geschehens erfolgt aus der Perspektive des Spielers. Die Kamera ist dabei in allen Richtungen frei drehbar. Die Bewegung der Kamera sowie die Fortbewegung innerhalb der Spielwelt erfolgt über die bei gedrückter linker Taste bewegte Maus. Mit der rechten Maustaste kann der Spieler Aktionen einleiten, die den Spielcharakter mit seiner Umwelt interagieren lassen. Knutson kann so Gegenstände finden, sie auf die Umgebung oder andere Gegenstände anwenden und mit NPCs kommunizieren. Optisch erfolgt die Interaktion mit der Umgebung über eine stilisierte Voodoopuppe mit dem Aussehen des Protagonisten: Beim Rechtsklick auf einen Gegenstand wird diese eingeblendet, und ein Linksklick auf einen Körperteil der Puppe leitet eine mit dem Körperteil assoziierte Aktion ein, Beim Klick auf eine Hand wird der referenzierte Gegenstand beispielsweise aufgenommen, beim Klick auf die Augen der Puppe betrachtet. Alternativ können für alle Aktionen Tastatur-Shortcuts verwendet werden. Mit fortschreitendem Handlungsverlauf werden weitere Orte freigeschaltet, von denen es insgesamt über 120 gibt. Zwischensequenzen werden in vorgerenderter Spielgrafik, aber in Third-Person-Perspektive dargestellt, so dass der Spieler in ihnen seinen Spielcharakter wie in einem Film agieren sieht.

## Produktionsnotizen
Während das Entwicklungsstudio Gremlin nur wenig Geld für Sprachaufnahmen der Spielcharaktere investierte, entschied sich Interplay, das die Vermarktungsrechte für den nordamerikanischen Markt erworben hatte, die Synchronisation komplett neu zu erstellen und dabei bekanntere Sprecher einzusetzen. Die Rolle des Spielcharakters wurde dabei z. B. von Corey Feldman übernommen. Die vom Programmierer Antony Crowther entwickelte Engine True-3D wurde noch im gleichen Jahr für das Gremlin-Action-Adventure Realms of the Haunting verwendet, das ebenfalls von Interplay vertrieben wurde.
Über den Online-Distributor GOG.com erschienen ab 2011 Versionen für Microsoft Windows, MacOS und Linux als Downloads, die auf modernen Systemen lauffähig sind, aber die Grafik der Originalversion darstellen.
Produzent und Designer Adrian „Ade“ Carless arbeitete später als Designer unter anderem für Infogrames, Eidos und Rockstar Vancouver und ist mittlerweile als Freelancer im Bereich Spieldesign tätig. Der leitende Programmierer Graeme Ing ist als Leiter der Qualitätskontrolle bei Daybreak Game Company tätig, arbeitete dort als Programmierer an EverQuest mit und veröffentlichte mehrere Science-Fiction-Romane. Musiker Patrick Phelan hatte zuvor schon für bekannte Spieletiteln wie Lotus III: The Ultimate Challenge oder Zool komponiert und ist mittlerweile als Produzent für Sumo Digital tätig, wo er u. a. Driver 76 verantwortete.

## Rezeption
Das deutsche Magazin PC Joker notierte „detailreiche 3D-Räumlichkeiten“, eine perspektivisch korrekte Darstellung, „verschrobene Figuren und (ein) trashiges Szenario“, aber auch „labyrinthisch angelegte Räume“, hölzerne Animationen sowie eine gegenüber der englischen Originalfassung qualitativ minderwertige deutsche Synchronisation. Die Zeitschrift sah in der Story einen Mix aus dem Terry-Gilliam-Film Brazil und dem George-Orwell-Roman 1984 und zog das Fazit, Normality sei ein originelles, spaßiges und handwerklich gelungenes Adventure. Das Fachmagazin Adventure Gamers lobte eine in Summe unterhaltsame Story sowie die größtenteils inventarbasierten Puzzles und kritisierte den wenig subtilen Humor, vor allem aber die Besetzung des Spielcharakters mit Corey Feldman, dessen „übermäßig gedehnter, entsetzlich übertriebener Surferakzent“ im Rezensenten den Wunsch ausgelöst habe, sich „die Trommelfelle mit einem Kugelschreiber zu durchstechen“. Adventure Gamers verglich den Protagonisten Kent Knutson mit einem „bekifften Harrison Bergeron“. Insgesamt sei das Spiel unterhaltsam, hinterlasse aber keinen nachhaltigen Eindruck. Das Onlinemagazin GameSpot lobte hingegen den spürbaren Enthusiasmus von Sprecher Feldman, kritisierte aber die Animationen der NPCs sowie kleinere Inkonsistenzen bei der technischen Interaktion mit der Spielumgebung. Insgesamt sei das Spiel aber sein Geld wert. Das Fachmagazin Adventure Classic Gaming assoziierte in einer Retrospektive die Story des Spiels mit Orwells 1984 sowie Huxleys Brave New World und verglich die Spielwelt mit der von Beneath a Steel Sky. Das Fachmagazin kritisierte irritierende Kameraperspektiven, die einige Rätsel unnötig erschweren würden. Es hob den Innovationswillen des Entwicklungsstudios Gremlin positiv hervor, merkte aber an, dass im Rahmen der Umsetzung Spielumgebungen und Musik teilweise repetitiv wirkten.